# 共鳴管方式
共鳴管方式は、スピーカーシステム（スピーカーユニットとそれを取り付けるエンクロージャーの構成など）における一方式で、パイプ状の管の気柱の固有振動を利用して低音を増強するものである。これに対し、ヘルムホルツ共鳴による共鳴箱は、オーディオ分野ではバスレフ型方式と呼んでいる。

## 原理
原理としては単純なものであり、楽器の笛と同じものである。長い直管（パイプ）はその長さに比例した波長の音に共鳴する。双方が開いた管は管の長さの倍の波長を、片方が開いた管は管の長さの4倍の波長を、双方が閉じた管は管の長さの8倍の波長が基底共振周波数である。またその整数倍の周波数の成分（高調波）でも共鳴する。特に奇数倍の周波数の音（奇数次高調波）でも共鳴が起き、この共鳴は音質的にはあまり好ましく無いとされ、これをどう抑えるかが鍵となる（但し、奇数次高調波を「良くない」とする見解には、異論もある）。

## 具体例
- BOSE

BOSEが販売しているサブウーファーの「キャノン」は、共鳴管方式を採用している。長さの異なる2本の共鳴管を、それぞれスピーカーユニットの前後に取り付けている。
また、コンパクトオーディオの「ウェーブシステム」シリーズも共鳴管方式を採用しており、左右内蔵スピーカーの後ろにそれぞれ共鳴管を取り付けている。
- TQWT

TQWTは、Tapered Quarter Wave Tubeの頭文字を並べた物であり、和訳すると「テーパー付1/4波長管」となる。片方が開いた共鳴管であり、管の長さの4倍の波長で共鳴する（言葉を変えると、管は共鳴音の波長の1/4の長さ）。奇数次高調波をテーパー構造（管が開口側に向けて広がっていく構造）によって抑えている。このテーパーの広がりについては設計式が確立しているため、昔からマニアの自作例が多い。
- トランスミッションライン型

PMC社（PMC Ltd.）によるもの。TQWT同様に片方が開いた共鳴管で、管の長さの4倍の波長で共鳴する。一方でTQWTとは逆に、管は開口部に向けて狭まっていく。また吸音材を用いて、奇数次高調波を封殺する。
- IR方式

オーディオ評論家の井上良治による方式。管の両方を閉じており管の全長の8倍の波長の音を再生する。もちろん完全に閉じた管では音も外に出て行かない事になるので、管の側面にスリット状の孔を設けて音を取り出す。スピーカーユニットの直接音を聴く事ができないので、サブウーファーとして用いられる。
- 長岡鉄男による方式

オーディオ評論家の長岡鉄男によるもの。片方が開いた共鳴管であり、管の長さの4倍の波長で共鳴する。奇数次高調波については、チューニング周波数それ自体を下げる事、管を途中で1回折り曲げる事、カスゲード状に広げていく事と、スピーカーユニットに強力なものを使用する事によって抑えている。そのためかなり低い帯域まで再生するものの、相対的に低音の増強効果は小さく、部屋のコーナー、あるいは壁面に接する形で設置する事により、低音の効率を上げている。またサブウーファーを追加する場合もある。長岡鉄男製作の「ネッシー」は特に名高いものの、これは長岡の専用のオーディオリスニングルームである「方舟」の専用設計である。だがオーディオマニアの中には、逆に方舟に類似したオーディオルームを製作までして、ネッシーを導入している者すらいる。